# Pedro Castoldi
Pedro Castoldi (ur. ? – zm. ?) – argentyński piłkarz, grający podczas kariery na pozycji obrońcy. 

## Kariera klubowa
Pedro Castoldi podczas piłkarskiej kariery występował w Sportivo Barracas Bolívar i Talleres Remedios de Escalada.

## Kariera reprezentacyjna
W reprezentacji Argentyny Castoldi występował w 1922. W reprezentacji zadebiutował 28 września 1922 w wygranym 4-0 meczu z Chile podczas Mistrzostw Ameryki Południowej.
Na turnieju w Rio de Janeiro wystąpił w jeszcze w meczach z Urugwajem i Paragwajem. Po raz ostatni w reprezentacji wystąpił 12 listopada 1922 w wygranym 1-0 meczu z Urugwajem, którego stawką było Copa Lipton. Ogółem w barwach albicelestes wystąpił w 5 meczach.
| Mecze i gole w reprezentacji | Mecze i gole w reprezentacji | Mecze i gole w reprezentacji | Mecze i gole w reprezentacji | Mecze i gole w reprezentacji | Mecze i gole w reprezentacji | Mecze i gole w reprezentacji |
| #                            | Data                         | Miasto                       | Przeciwnik                   | Gol                          | Wynik                        | Rozgrywki                    |
| ---------------------------- | ---------------------------- | ---------------------------- | ---------------------------- | ---------------------------- | ---------------------------- | ---------------------------- |
| 1.                           | 28.08.1922                   | Rio de Janeiro               | Chile                        |                              | 2:0                          | Copa América                 |
| 2.                           | 08.10.1922                   | Rio de Janeiro               | Urugwaj                      |                              | 0:1                          | Copa América                 |
| 3.                           | 18.10.1922                   | Rio de Janeiro               | Paragwaj                     |                              | 2:0                          | Copa América                 |
| 4.                           | 22.10.1922                   | Rio de Janeiro               | Brazylia                     |                              | 2:1                          | Copa Roca                    |
| 5.                           | 12.11.1922                   | Montevideo                   | Urugwaj                      |                              | 1:0                          | Copa Lipton                  |